# Kelly Great
 Kelly Great — студійний альбом американського джазового піаніста Вінтона Келлі, випущений у 1960 році лейблом Vee-Jay.

## Опис
Піаніст Вінтон Келлі грає з трубачем Лі Морганом, тенор-саксофоністом Вейном Шортером, басистом Полом Чемберсом і ударником Філлі Джо Джонсом сесію у стилі хард-боп. Альбом включає чотири власні композиції Келлі, Шортера і Моргана, а також єдиний стандарт, грайливу версію «June Night», яка тут виділяється. Став першим для Келлі альбомом на лейблі Vee-Jay. 
Композиція «Wrinkles» була випущена на синглі (VJ 359) у 1960 році.

## Список композицій
1. «Wrinkles» (Вінтон Келлі) — 8:05
2. «Mama „G“» (Вейн Шортер) — 7:37
3. «June Night» (Ейбл Бер, Кліфф Френд) — 8:18
4. «What Know» (Лі Морган) — 7:56
5. «Sydney» (Вейн Шортер) — 3:54

## Учасники запису
- Лі Морган — труба
- Вейн Шортер — тенор-саксофон
- Вінтон Келлі — фортепіано
- Пол Чемберс — контрабас
- Філлі Джо Джонс — ударні

Технічний персонал
- Сід Маккой — продюсер
- Чак Стюарт — фотографія
- Джуліан «Кеннонболл» Еддерлі — текст